# Tomasz Garbowski

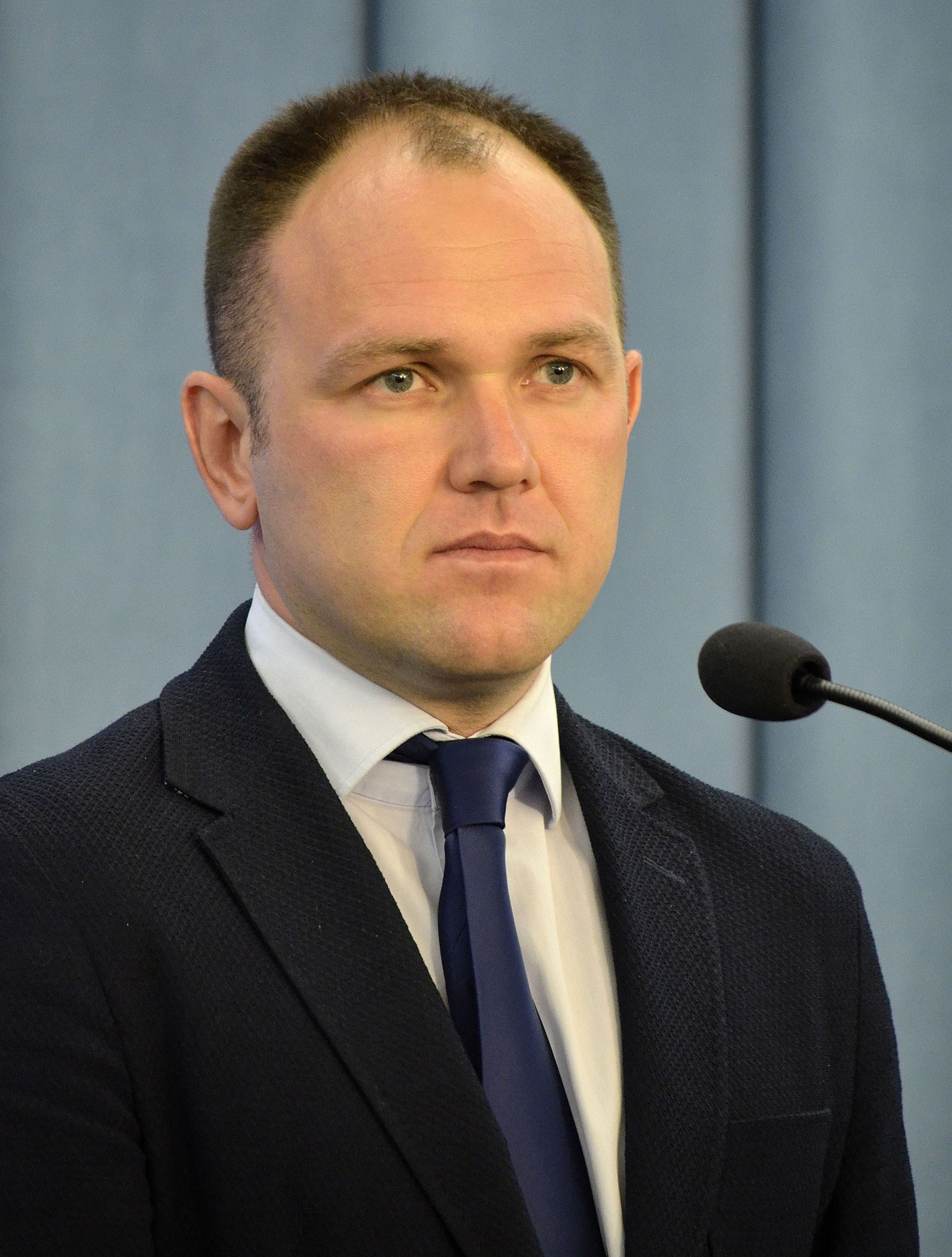
Tomasz Garbowski (2015)

Tomasz Robert Garbowski (* 7. Januar 1979 in Kluczbork) ist ein polnischer Politiker (SLD) und Fußballfunktionär. Er war von 2005 bis 2015 Abgeordneter des Sejm in der V., VI. und VII. Wahlperiode.

## Leben und Beruf
Bereits 1979 legte Garbowski die Fußballschiedsrichterprüfung ab. Später erwarb er die Berechtigung, Spiele der Ekstraklasa zu leiten. Er machte 2003 einen Abschluss an der Fakultät für Geschichtswissenschaften an der Universität Oppeln. An der Szkoła Główna Handlowa w Warszawie absolvierte er ebenso ein Aufbaustudium wie an der Universität Breslau. In den Jahren 2001 bis 2005 arbeitete er als Assistent des Woiwoden der Woiwodschaft Oppeln. 2016 wurde er zum Vorsitzenden des Oppelner Fußballverbandes gewählt. Seit 2021 gehört dem Vorstand des polnischen Fußballverbandes an.
Garbowski ist verheiratet.

## Politik
Im Jahr 1999 trat er der Socjaldemokracja Rzeczypospolitej Polskiej bei, die im selben Jahr auch organisatorisch in der Sojusz Lewicy Demokratycznej (SLD) aufging. Von 2002 bis 2005 war er Abgeordneter im Sejmik der Woiwodschaft Oppeln. Bei der Parlamentswahl 2005 wurde er über die Liste des SLD für den Wahlkreis Oppeln in den Sejm gewählt. Er war Mitglied der Sejm-Kommission für Landwirtschaft und Ländliche Entwicklung und der Kommission für Nationale und Ethnische Minderheiten. Bei der Parlamentswahl 2007 errang er mit 13.651 Stimmen über die Liste der Lewica i Demokraci (Linke und Demokraten LiD) zum zweiten Mal ein Abgeordnetenmandat im Sejm. In der VI. Wahlperiode war er Mitglied der Sejm-Kommissionen für Infrastruktur, für Landwirtschaft und Ländliche Entwicklung sowie für Sport. Seit dem 22. April 2008 war er Mitglied der Fraktion Lewica. Bei den Selbstverwaltungswahlen 2010 kandidierte er für das Amt des Stadtpräsidenten von Oppeln unterlag aber im zweiten Wahlgang Amtsinhaber Ryszard Zembaczyński von der Platforma Obywatelska. Während er bei der Parlamentswahl 2011 erneut in den Sejm gewählt wurde, schied er 2015 aus dem Parlament aus, da das linke Wahlbündnis an der Sperrklausel scheiterte.
Von 2004 bis 2012 war er Vorsitzender des Oppelner Woiwodschaftsrats der SLD. Anschließend wurde er Mitglied des nationalen Vorstandes der Partei. 2016 trat er aus der SLD aus.